# Wolfgang Potthast
Wolfgang Potthast (* 1967 in Möhnesee) ist ein deutscher Sportwissenschaftler und Hochschullehrer.

## Leben
Potthast ging in Soest zur Schule und bestand 1986 sein Abitur. Er studierte bis 1999 an der Deutschen Sporthochschule Köln (DSHS) und bis 2000 Physik an der Universität zu Köln. 1998 wurde er wissenschaftlicher Mitarbeiter am Institut für Biomechanik und Orthopädie der Deutschen Sporthochschule Köln und schloss dort 2005 seine Doktorarbeit (Titel: „Stoßübertragung über das Knie und muskuläre Gelenkkopplung“) ab.
Potthast, der über Trainerscheine in den Sportarten Fußball und Alpiner Skilauf verfügt, hatte von 2010 bis 2012 am Karlsruher Institut für Technologie einen Lehrauftrag für Biomechanik und Bewegungswissenschaft inne. Im Januar 2012 schloss er an der DSHS seine Habilitation (Titel der Habilitationsschrift: „Kontrolle der Last- und Spannungsverteilung in den Gelenken des menschlichen Körpers“) ab. Im August 2012 trat er an der DSHS eine Professorenstelle für Klinische Biomechanik am Institut für Biomechanik und Orthopädie an.
2015 übernahm er zusätzlich das Amt des Vorsitzenden der internationalen wissenschaftlichen Gesellschaft der Biomechanik von Fuß und Schuh. 2017 wurde er zum Vorsitzenden der Deutschen Gesellschaft für Biomechanik gewählt.
Zu seinen Forschungsschwerpunkten gehören Belastung und Belastbarkeit der Wirbelsäule, Messmethodik, muskulo-skelettale Biomechanik, die Sportschuhentwicklung und hallensporttypische Verletzungen. Bekannt wurde Potthast auch als Leiter einer Studie, in der untersucht wurde, ob Weitspringer Markus Rehm durch seine eingesetzte Prothese einen Wettbewerbsvorteil besaß.